# Gracie Films
Gracie Films, è una società statunitense di produzione cinematografica e televisiva, fondata dal regista James L. Brooks nel 1986.

## Prodotti della Gracie Films

### Spettacoli e serie televisive
- The Tracey Ullman Show (1987-1990)
- Sibs (1991-1992)
- Phenom (1993-1994)

### Cartoni animati
- I Simpson (1989-oggi)
- The Critic (1994-1995)

### Film
- Dentro la notizia - Broadcast News (1987)
- Big (1988)
- Non per soldi... ma per amore (1989)
- La guerra dei Roses (1989)
- Una figlia in carriera (1994)
- Jerry Maguire (1996)
- L'amante in città (1996)
- Un colpo da dilettanti (1996)
- Qualcosa è cambiato (1997)
- Spanglish - Quando in famiglia sono in troppi a parlare (2004)
- I Simpson - Il film (2007)